# Idioma kirguís
El idioma kirguís o kirghiz (кыргыз тили) tradicional de la etnia kirguís, es una lengua túrquica y, junto con el idioma ruso, es el idioma oficial de Kirguistán.
Es hablado por 3 millones de personas en Kirguistán, China, Afganistán, Kazajistán, Tayikistán, Uzbekistán, Turquía y Rusia. Utiliza escrituras modificadas del cirílico (en Kirguistán) y del alfabeto árabe (en China). Entre 1928 y 1940, utilizó el alfabeto latino. Hoy en día, el ruso continúa siendo el idioma principal en las grandes ciudades, como Biskek, mientras que el kirguís continúa perdiendo terreno especialmente entre las generaciones más jóvenes.
El alfabeto cirílico modificado posee tres letras adicionales: Ң/ң, Ү/ү, Ө/ө.